# Cattedrale di San Giorgio (Timișoara)
La cattedrale di San Giorgio è la chiesa cattedrale della diocesi di Timișoara, si trova nella città di Timișoara, in Romania, in piazza Unirii.

## Storia e descrizione
La costruzione della cattedrale ha avuto inizio con la posa della prima pietra il 6 agosto 1736. Il progettato originale è opera dell'architetto viennese Joseph Emanuel Fischer von Erlach. La Cattedrale è stata costruita in stile barocco austriaco ed è stata dedicata a San Giorgio, il santo patrono della diocesi. Il quadro che si trova presso l'altare maggiore è opera di Michelangelo Unterberger, il direttore dell'Accademia di belle arti di Vienna, in ricordo del santo patrono. Gli altari laterali sono opera di Johann Nepomuk Schöpf e risalgono al 1772.